# Ceratina tarsata
Ceratina tarsata là một loài Hymenoptera trong họ Apidae. Loài này được Morawitz mô tả khoa học năm 1872.